# Ariadne taprobana
Ariadne taprobana är en fjärilsart som beskrevs av John Obadiah Westwood 1851. Ariadne taprobana ingår i släktet Ariadne och familjen praktfjärilar. Inga underarter finns listade i Catalogue of Life.